# Marianne Mörner
Marianne Mörner (egentligen Mörner af Morlanda), född den 14 maj 1895 i Örebro, död 9 juni 1977 i Engelbrekts församling i Stockholm, var en svensk bokkonstnär och operasångerska, mezzosopran. Hon var dotter till författaren greve Birger Mörner af Morlanda.

## Biografi
Mörner studerade vid Tekniska skolan i Stockholm 1915–1916 och vid Högre konstindustriella skolan 1917–1918, varefter hon vistades ett år i Danmark på stipendium och studerade bokkonst. Hon övergick till sångstudier för bland andra R.E. Weiss och R. von Zur Mühlen och scendebuterade i München 1922 och på Kungliga operan i Stockholm senare samma år. Hon blev hovsångare 1928 och tilldelades Litteris et Artibus  1954. Hon var en ofta anlitad romanssångerska och sedermera sångpedagog.
Mörner kallades som barn ”Pyttan”, och tillägnades 1896 av sin far (tillsammans med Albert Engström och flera) den välkända ABC-boken Pyttans A–B och C–D-lära.

## Diskografi (urval)
- Trollkäringens locklåt (Folkvisa); Vallvisa från Dalarna (arr. Alfvén); Allt under himmelens fäste (Folkvisa) Columbia: 8601 78 v/m. Svensk mediedatabas.
- Vandrarens julsång (Hugo Alfvén – R. Mörner); Det är en ros utsprungen. Gammal julsång (Arr. E. Melartin). Odeon: D 1008 (A 162452). 78 v/m. Svensk mediedatabas.
- Du är stilla ro; Serenad. [Stockholm: Skandinaviska Grammophon], [192–]. His Master’s Voice: X 1841. 78 v/m. Svensk medidatabas.
- Crucifix (J. Faure); Ave Maria (Bach – Gounod). Columbia 8617. 1929. Svensk mediedatabas.
- Uti vår hage. Dansvisa från Gotland. Arr. av Hugo Alfvén; Pär Spelman. Gammal dansvisa. Arr. av Otto Nordlund. Columbia. Svensk mediedatabas.